# TiMi Studio Group
TiMi Studio Group (chinesisch 天美工作室群, Pinyin Tiānměi Gōngzuò Shìqún) ist ein Videospiele-Entwickler und eine Tochtergesellschaft von Tencent Games. Laut Quellen ist TiMi mit einem Umsatz von 10 Milliarden Euro im Jahr 2020 der größte Spieleentwickler der Welt. TiMi wurde im Jahr 2008 als Jade Studio gegründet und besitzt mehrere Studios in der Volksrepublik China, den Vereinigten Staaten, Singapur und Kanada. Das Unternehmen besteht aus vielen verschiedenen Entwickler-Abteilungen mit jeweils anderen Spezialisierungen. Sie sind vor allem bekannt für Spiele wie Honor of Kings, Arena of Valor, Call of Duty: Mobile, Speed Drifters und Pokémon Unite.

## Geschichte

### 2008–2013: Jade Studio
TiMi wurde im Jahr 2008 als Jade Studio in Shenzhen, China gegründet. Sie veröffentlichten zum Start das Spiel QQ Speed (außerhalb von China auch bekannt als Speed Drifters), welches später zum erfolgreichsten Rennspiel in China wurde. Speed Drifters erreichte im Jahr 2019 700 Millionen Anmeldungen. Nach dem Erfolg von Speed Drifters veröffentlichte TiMi Studios im Jahr 2010 das MMORPG The Legend of Dragon. 2012 folgte dann Assault Fire, ein Ego-Shooter. 2013 veröffentlichte TiMi das Spiel Age of Gunslingers. Unmittelbar danach veröffentlichten sie ihre ersten Mobile-Spiele We Match und We Run auf der Plattform WeChat.

## Veröffentlichte Spiele
| Jahr | Titel                                              | Plattform(en)                 |
| ---- | -------------------------------------------------- | ----------------------------- |
| 2007 | QQ Three Kingdoms                                  | Microsoft Windows             |
| 2008 | QQ Speed (GKART / Speed Drifters)                  | Microsoft Windows             |
| 2010 | The Legend of Dragon                               | Microsoft Windows             |
| 2011 | The King of Dazzling Fighters / King of Combat     | Microsoft Windows             |
| 2012 | Assault Fire                                       | Microsoft Windows             |
| 2013 | Age of Gunslingers                                 | Microsoft Windows             |
| 2013 | We Match                                           | Android, iOS                  |
| 2013 | Parkour Everyday                                   | Android, iOS                  |
| 2014 | We Fight                                           | Android, iOS                  |
| 2014 | We Drift                                           | Android, iOS                  |
| 2014 | Let's Catch Demons Together! / Let's Hunt Monsters | Android, iOS                  |
| 2014 | Eliminator Alliance                                | Android, iOS                  |
| 2014 | Fantasy Fighters                                   | Android, iOS                  |
| 2015 | Crossfire Legends                                  | Android, iOS                  |
| 2015 | Honor of Kings                                     | Android, iOS                  |
| 2016 | Arena of Valor                                     | Android, iOS, Nintendo Switch |
| 2017 | King of Chaos                                      | Android, iOS                  |
| 2017 | QQ Speed: Mobile / Garena Speed Drifters           | Android, iOS                  |
| 2018 | The Legend of Dragon: Mobile                       | Android, iOS                  |
| 2018 | PlayerUnknown's Battlegrounds: Army Attack         | Android, iOS                  |
| 2018 | The King of Fighters: Destiny                      | Android, iOS                  |
| 2018 | Contra Returns                                     | Android, iOS                  |
| 2019 | Battle Through The Heavens                         | Android, iOS                  |
| 2019 | Saint Seiya: Awakening                             | Android, iOS                  |
| 2019 | Call of Duty: Mobile                               | Android, iOS                  |
| 2021 | Pokémon Unite                                      | Android, iOS, Nintendo Switch |
| 2022 | Age of Empires: Return to Empire                   | Android, iOS                  |
| 2023 | Yuan Meng Star                                     | Android, iOS                  |
| 2024 | Age of Empires Mobile                              | Android, iOS                  |
| 2024 | Need for Speed Mobile                              | Android, iOS                  |
| TBA  | Delta Force: Hawk Ops                              | Microsoft Windows             |
| TBA  | Metal Slug Code: J                                 | Android, iOS                  |
| TBA  | Honor of Kings: World                              | TBA                           |
| TBA  | Monster Hunter Spiel ohne Titel                    | Mobilgeräte/Smartphones       |